# 空知太信号場
空知太信号場（そらちぶとしんごうじょう）は、北海道砂川市空知太にあった、日本国有鉄道函館本線の信号場。

## 歴史
当信号場が設置されていた砂川駅 - 滝川駅間は旭川方面へ向かう函館本線列車に加え、滝川駅で分岐する根室本線方面への列車が輻輳し、線路容量が不足していた。このため、戦時下の石炭輸送力増強の一環として当信号場が設けられた。
しかし、ほどなく輸送力の限界を迎え、線増が要望されるようになり、1954年（昭和29年）4月には輸送力増強の一環として北海道内の国鉄線では2番目の線増工事に着手、同年11月に砂川駅 - 当信号場間が複線化、1956年（昭和31年）10月には当信号場 - 滝川駅間も複線化され、信号場としての役割を終えた。
一方で、当地には「線路班」と呼ばれる軌道の監視や補修を行う職場が設けられており、仮乗降場として使用されていたこともあり、その後もしばらく仮乗降場として当地に住む職員家族向けに列車の停車が行われていた。

### 年表
- 1940年（昭和15年）9月15日：鉄道省（国鉄）函館本線の空知太信号場として開設[3]。
- 1954年（昭和29年）11月1日：砂川駅 - 当信号場間の複線が供用開始[4]。
- 1956年（昭和31年）10月20日：当信号場 - 滝川駅間の複線が供用開始され[4]、双方向複線化完了に伴い同日廃止。引き続き従来から行われていた仮乗降場として旅客の扱いを継続[3]。
- 1969年（昭和44年）10月：空知太線路班廃止（旅客扱いの具体的な廃止時期は不明）[2]。
  - 廃止直前の1966年（昭和41年）時点では、朝夕に上下2本ほどが停車し、職員が車両にはしごをかけて利用客が乗降した[2]。

### 名称の由来
滝が流れ落ちている入江、という意味のアイヌ語のソ=ラプ=チ=プトから。空知川が石狩川に合流する河口を指している。

## 構造
行違い2線式。

## 隣の駅
日本国有鉄道
函館本線
砂川駅 - （空知太信号場） - 滝川駅